# Bryan Harrison
Bryan Harrison, né en 1984, est un joueur de basket-ball américain.

## Carrière
- 2013-2013 : Club africain